# Adenomera lutzi
Adenomera lutzi é uma espécie de anfíbio anuros da família Leptodactylidae. É considerada espécie em perigo pela Lista Vermelha da UICN. Está presente em Guiana.